# 梁选贤
梁选贤（1912年—1970年3月14日），山西省沁源县韩洪乡王壁村人。中国共产党及中华人民共和国官员。

## 生平
小学毕业后，梁选贤出外当学徒。1936年12月，加入牺盟会，1937年9月参加山西青年抗敌决死队。1938年3月，任沁源县人民武装自卫队中队长。同年5月，参加中国共产党。1939年，任沁源县二区区长。1942年，调任太岳区武委会三分会副主任。1943年，任绵上县武委会主任，1945年任绵上县县长。梁选贤曾多次参与指挥对日军的反扫荡和围困战。
1946年，梁选贤任长子县县长、太岳一专区副专员。1948年，任翼城专区副专员，1950年，任运城专区副专员。1951年7月，奉命赴西藏，经中共中央组织部及中央人民政府民族事务委员会任命，作为班禅堪布会议厅副秘书长，于1952年4月随班禅额尔德尼自青海进入西藏。此后，历任中共西藏工委委员、日喀则分工委第一书记等职。1959年，任西藏自治区筹备委员会委员。其间，当选第一、二届全国人大代表、中国共产党第八次全国代表大会代表，参与平息“西藏叛乱”，参加西藏民主改革。
1961年1月，中共西藏工委报中共中央批准，将梁选贤、胡冰等人定为“右倾机会主义反党集团”，梁选贤被撤销党内外一切职务，开除党籍，行政降四级；胡冰被撤销党内外一切职务，开除党籍，行政降三级；王挺遭留党察看一年处分。此后，梁选贤被贬至河北省中捷友谊农场任副场长。文化大革命中，遭到迫害。
1970年3月14日，梁选贤逝世，享年58岁。1980年9月24日，中共西藏自治区区委发出了为梁选贤、胡冰等人平反的通知，内称，中共西藏自治区区委报经中纪委批示同意，撤销对梁选贤的处分，恢复党籍及名誉；撤销对胡冰的处分，恢复党籍以及原级别待遇；撤销对王挺的处分，恢复原待遇。